# Comuna Pervomaiscoe, Drochia
Comuna Pervomaiscoe este o comună din raionul Drochia, Republica Moldova. Este formată din satele Pervomaiscoe (sat-reședință) și Sergheuca.

## Demografie
Conform datelor recensământului din 2014, comuna are o populație de 896 de locuitori. La recensământul din 2004 erau 897 de locuitori.

## Administrație și politică
Componența Consiliului local Pervomaiscoe (9 consilieri), ales la 5 noiembrie 2023, este următoarea:
|  | Partid                                       | Consilieri | Componență | Componență | Componență | Componență | Componență | Componență | Componență |
|  | -------------------------------------------- | ---------- | ---------- | ---------- | ---------- | ---------- | ---------- | ---------- | ---------- |
|  | Partidul Socialiștilor din Republica Moldova | 7          |            |            |            |            |            |            |            |
|  | Partidul Comuniștilor din Republica Moldova  | 2          |            |            |            |            |            |            |            |